# ノバレーゼ
株式会社ノバレーゼは、東京都中央区銀座に本社を置き、結婚式場運営を主な事業とする企業である。

## 概略
2000年11月、リクルート出身の浅田剛治が、株式会社ワーカホリックを立ち上げ、2002年12月に現商号に変更する。2003年9月には自社開発により直営店の第1号店を開店し、直営による挙式・披露宴会場の運営を開始する。2006年には東証マザーズに上場したのち、2010年には東証1部に市場変更を実施する。2012年12月、旧ジェームス邸望淡閣を三洋電機より借り受け婚礼施設兼フレンチレストラン、「ジェームス邸」としてオープンした。
2016年9月現在、国内各地に直営婚礼施設28店舗を運営し、業績も2015年12月期まで13期連続の増収を果たすなど、順調に事業を拡大している。

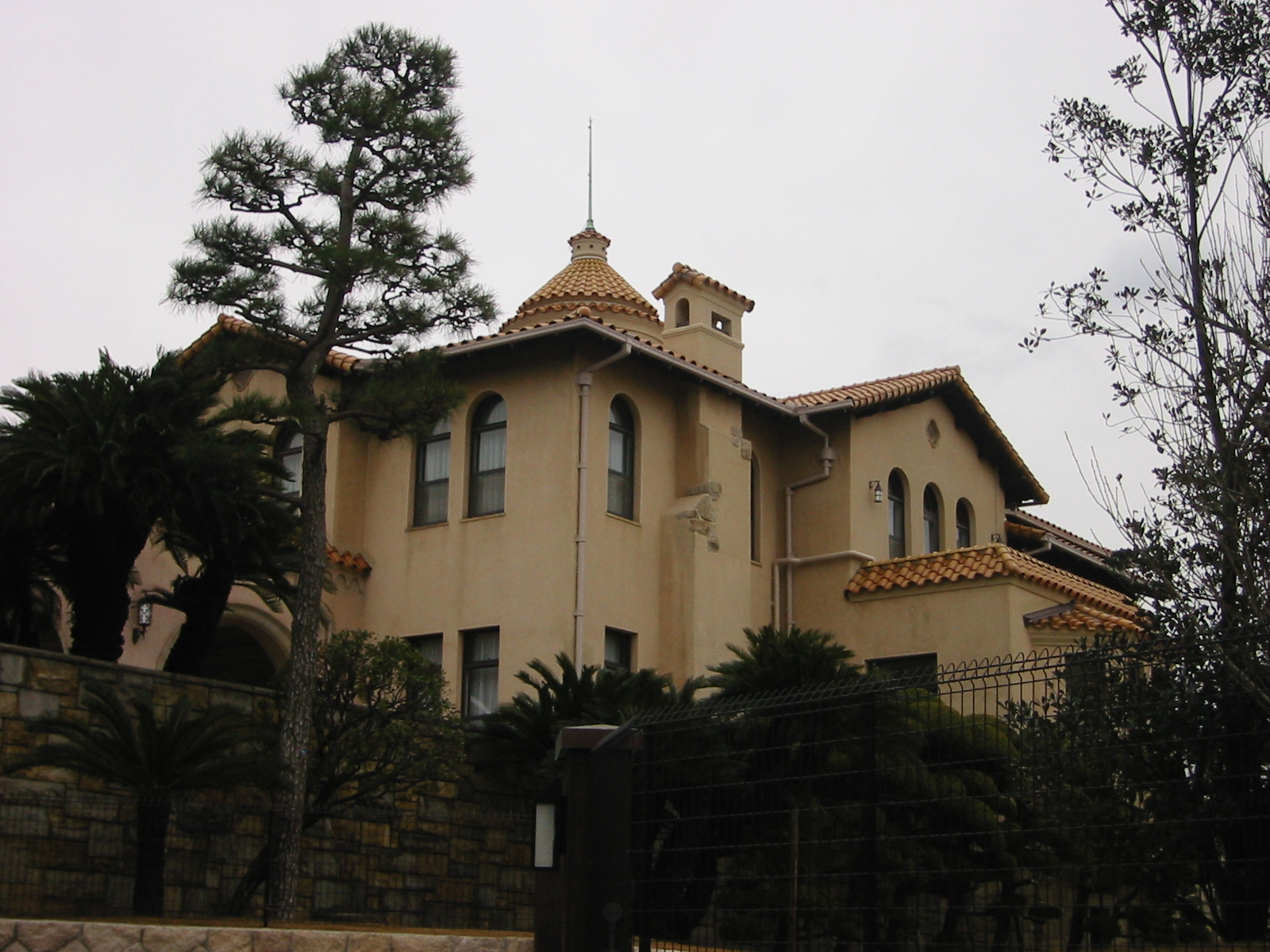
ジェームス邸（神戸市指定有形文化財）

2016年9月9日に、後に記載するTOB発表とほぼ同時期に約2億3000万円を投じて内装を刷新して旗艦店で少人数挙式の専用施設や新しいチャペルを設けるなど、自社の結婚式場の8割にあたる22会場を改装することを発表し、建築費の高騰や結婚しても挙式しない者らが増加して新規出店が鈍化しているが、主力店の改装で中心的顧客層の20代後半から30代に訴求した。

## 創業家経営からの撤退とNAP HDによる完全子会社化・再上場へ
2016年3月、社長で事実上の創業者であった浅田剛治は「結婚式場の中心顧客層を考えると、経営者も若いほうが良い」として自社の生抜き社員で当時36歳であった荻野洋基を社長に起用し、自らは会長に退いて経営から退き、親族を含めて持つ保有株を売却する意向を示した。第三者の紹介を通じて知り合ったポラリス・キャピタル・グループ（以下、ポラリス）及びその子会社であるNAPホールディングスに対して、浅田は2016年9月に自身と親族が保有するノバレーゼ株を売却する意思を示し、経営の第一線とノバレーゼの株主も退いた。NAPホールディングスはこれに対し、浅田とその親族の保有する株式のみならず、発行済株式のすべてを取得することで、ノバレーゼを完全子会社化する意思を示し、少なくとも発行済株式総数の73.83％以上は取得するとした。日本経済新聞は「順調に事業を拡大させてきたとは言え、少子高齢化の日本にとどまっていてはいずれ成長に陰りが見えてくる。国内外食企業への投資実績が豊富なポラリスの傘下に入り、新たな成長ステージに入ることを浅田会長は望んだようだ。」としている。ノバレーゼは、建築費の高騰などによる出店費用の上昇や6期連続で営業赤字だったレストラン事業の不振が事業拡大の足かせとなっていたが、投資ファンドであるボラリスの傘下となり、国内出店や海外事業を拡大して広告などを積極化する。
TOBの内容が公表されると、TOB価格が公表前日の東京証券取引所での終値と比べ2.45倍超の水準であったことから、TOB価格にサヤ寄せするまで3日連続でストップ高買気配が付き続ける状況となった。TOB計画が公表された結果、東京証券取引所はノバレーゼ株を監理銘柄に指定し、日本証券金融は9月2日約定分からノバレーゼ株の貸借取引で申込停止措置を実施した。
2016年10月25日にNAPホールディングスは議決権所有割合で93.28%の株式を取得し、同年11月28日に東京証券取引所1部上場廃止となり、12月1日に株式売渡請求によりNAPホールディングスの完全子会社化となった。
NAPホールディングスは2017年6月30日に株式会社ノバレーゼ（初代）を吸収合併したと同時に、株式会社ノバレーゼ（2代）へ商号変更。ノバレーゼ（2代）は2023年6月30日に東京証券取引所スタンダード市場へ株式を上場した。ノバレーゼ（2代）の証券コードは、ノバレーゼ（初代）が使用していた2128ではなく、9160となる。
2024年6月、ティーケーピーはポラリスから33%の株式を市場外での相対取引で取得。さらに株式公開買付けを行い、2024年12月19日付で持株比率を議決権所有割合ベースで57.08%とし、子会社化した。